# إغناثيو أيالا
إغناثيو أيالا (بالإسبانية: Ignacio Ayala) هو لاعب كرة قدم تشيلي في مركز الدفاع، ولد في 29 نوفمبر 1997 في San Miguel, Chile ‏ في تشيلي. لعب مع نادي بالستينو.